# Siadło Dolne

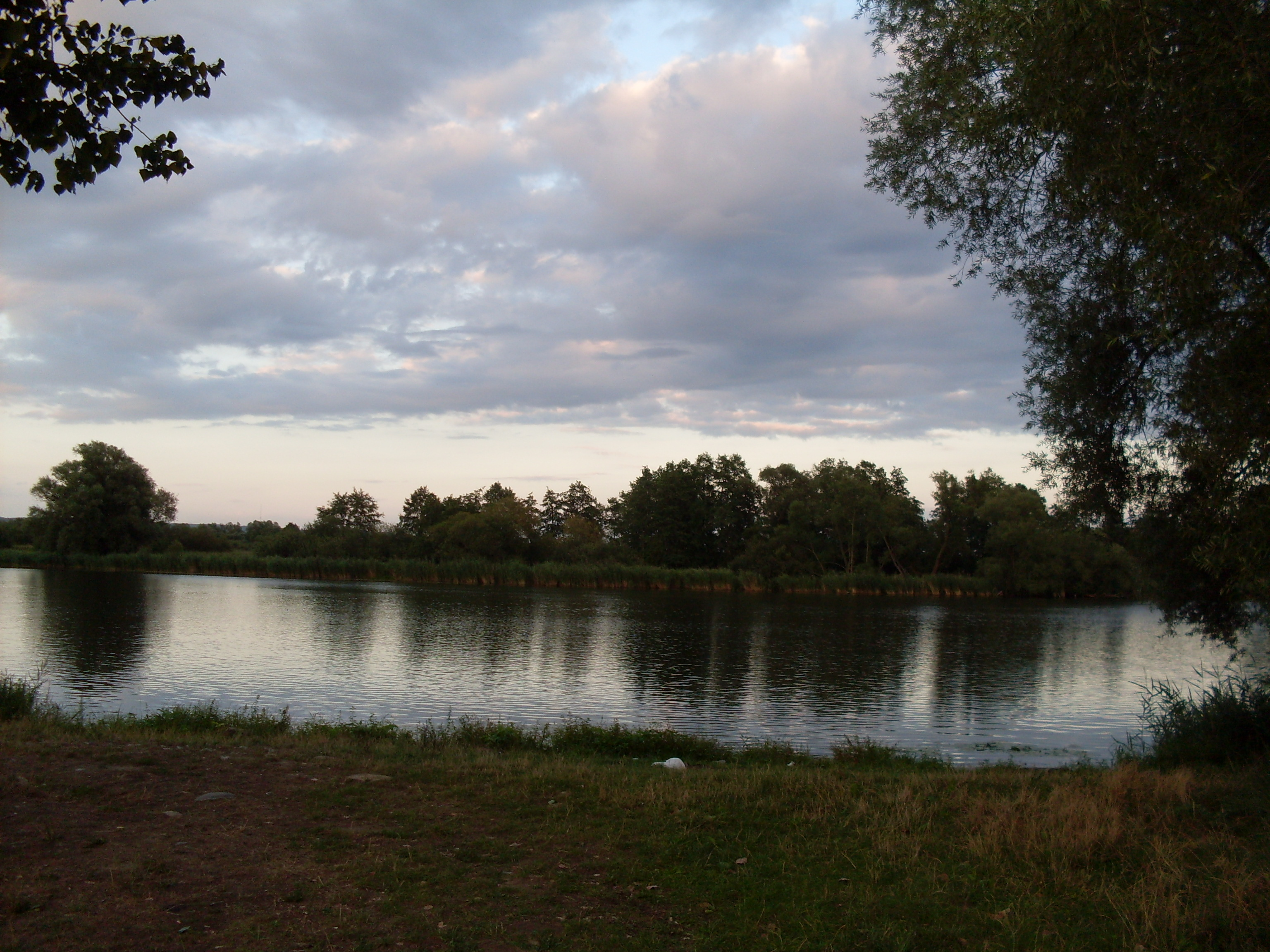
Rivier de Oder bij Siadło Dolne

Siadło Dolne (Duits: Niederzahden) is een dorp in de Poolse woiwodschap West-Pommeren. De plaats maakt deel uit van de gemeente Kołbaskowo (Powiat Policki).